# Ouargha
L’Ouargha est une rivière du Maroc démarquant la limite sud des montagnes du rif. Elle se croise avec la rivière Sebou, passe par la ville Jorf El Melha et Douar Zouayed et marque la limite Sud du Pays de Jebala